# Історія античного Дамаску
Історія античного Дамаску — елліністичний, римський та ранньовізантійський періоди в історії столиці сучасної Сирії міста Дамаск.
Розташований у великій — кілька сотень кв. км — оазі, яку щедро живлять водою стікаючі з Ліванських гір потоки Баради, Дамаск протягом кількох століть був центром потужного арамейського царства, котре не без успіху боролось як з Юдейським та Ізраїльськими царствами, так і з самою Ассирією. Цар останньої Тіглатпаласар III у 732 році до н. е. все-таки зумів захопити місто, після чого воно чотири століття перебувало під владою кількох східних імперій — ассирійців змінили вавилоняни, котрі потім поступились персам.

## Входження до імперії Александра Македонського

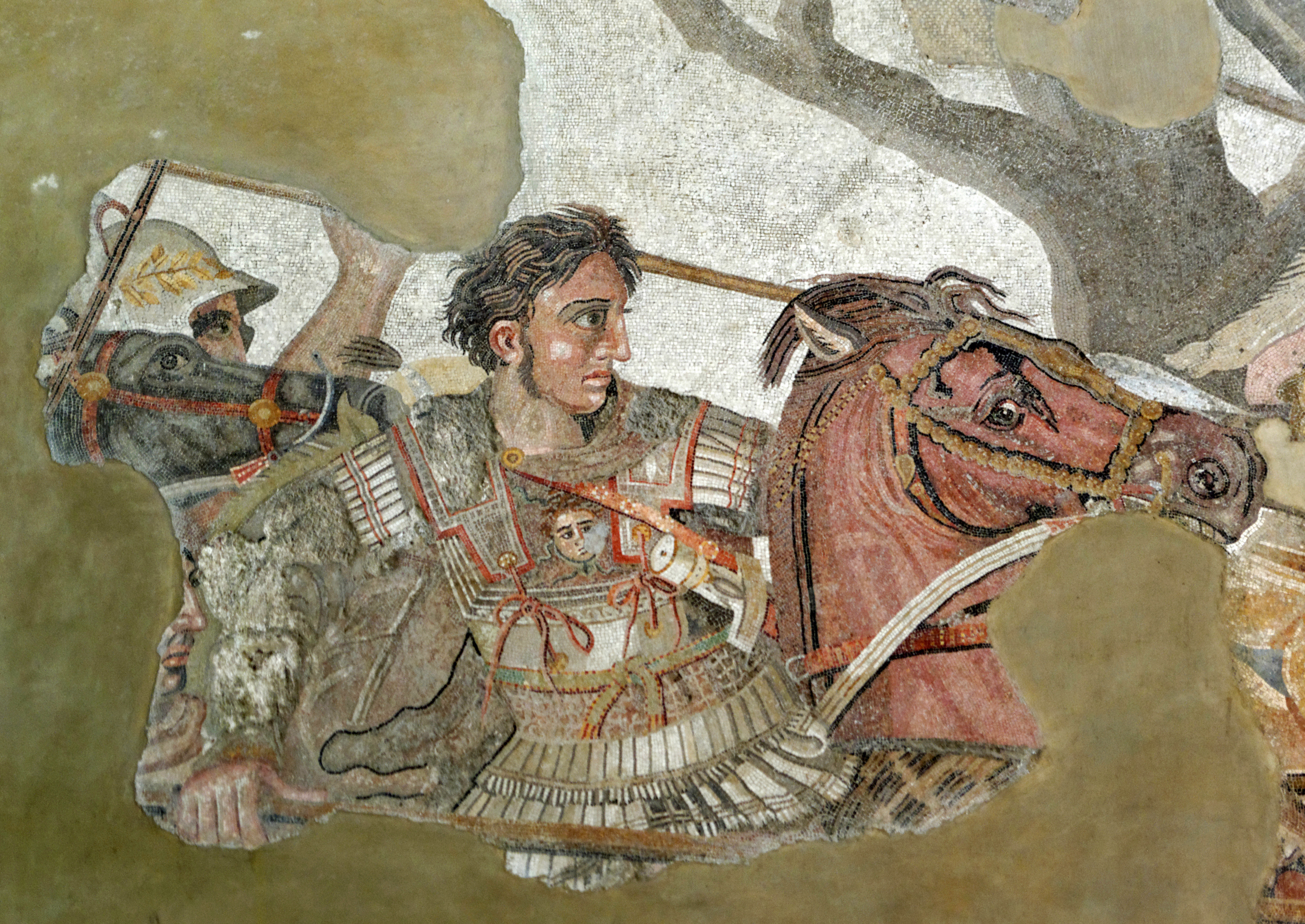
Александр Македонський

У 333 році до н. е. останній представник перської династії Ахеменідів Дарій III виступив назустріч армії Александра Македонського, яка насувалася з Малої Азії. При цьому, бажаючи полегшити війську перехід, Дарій відіслав обоз та зайвих людей до Дамаска, туди ж відправили своїх дружин та майно багато знатних персів. Невдовзі в битві при Іссі перське військо зазнало нищівної поразки, після чого Александр відправив свого соратника Парменіона із невеликим загоном до Дамаску та завданням захопити скарби. По своєму прибутті Парменіон не зустрів спротиву та взяв здобич у 2600 талантів (не рахуючи великої кількості срібних виробів), що фактично дорівнювало захопленому при Іссі, де у таборі персів знайшли 3000 талантів. В подальшому Парменіон тривалий час залишався у місті забезпечуючи тилову базу (зокрема, поставку продовольства) для армії Александра, котра до липня 332 р. до н. е. облягала Тір.

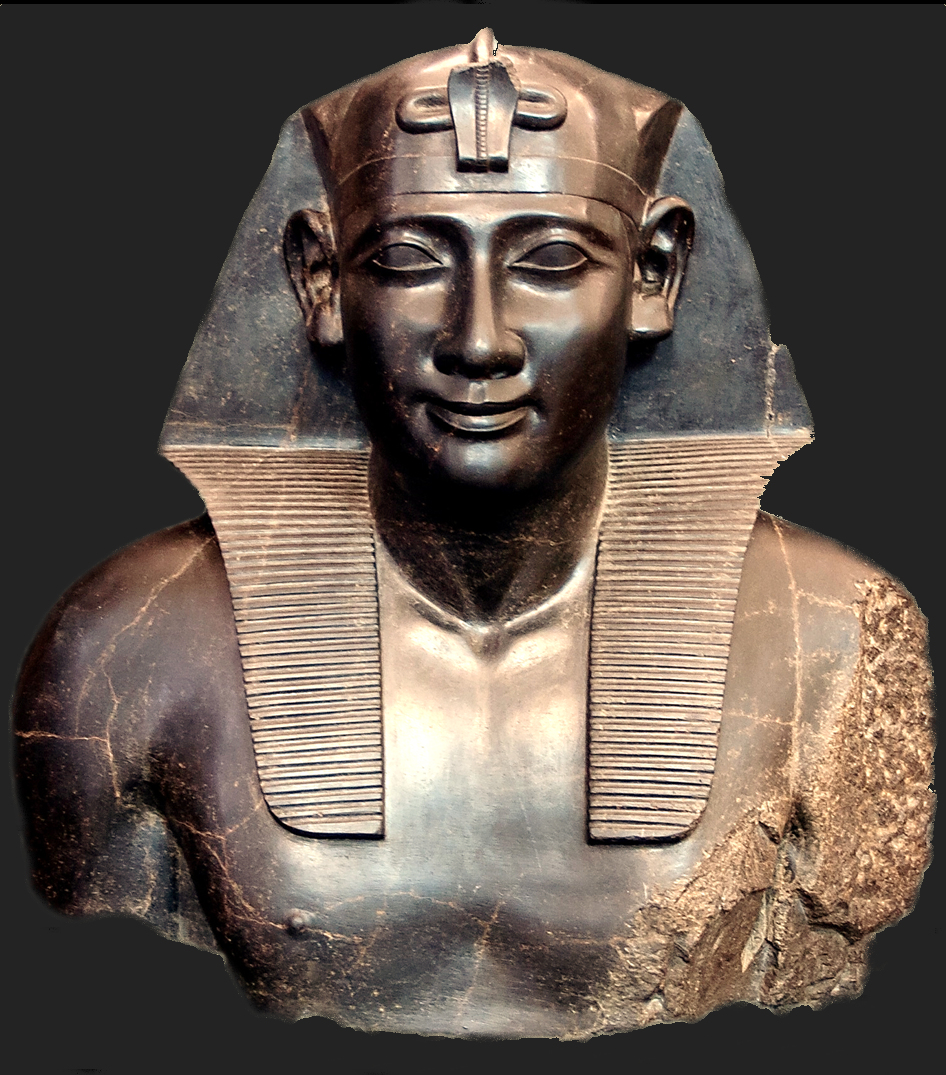
Один з учасників боротьби діадохів за Сирію Птолемей I (як єгипетський фараон)

Невдовзі, у 330 році до н. е., Дамаск отримав важливе право на карбування монети, якого не мав у складі попередньої імперії. Втім варто відзначити, що при персах місто цілком собі процвітало — як зазначає географ Страбон, «Дамаск … був, можна сказати, навіть самим славетним містом у цій частині світу під час перського володарювання».
Тим часом Александр вирушив у свій східний похід та більше не повертався до країн західніше Дворіччя. Зате за два роки по його смерті набальзамоване тіло великого завойовника привезли до Дамаску на шляху до македонської столиці Ег. Втім, управитель Єгипту Птолемей вийшов разом із військом у Сирію та перехопив загін, котрому доручили це завдання. Готуючись до боротьби за спадок Александра, Птолемей відвіз тіло царя до свої провінції, розраховуючи що це підвищить його авторитет.

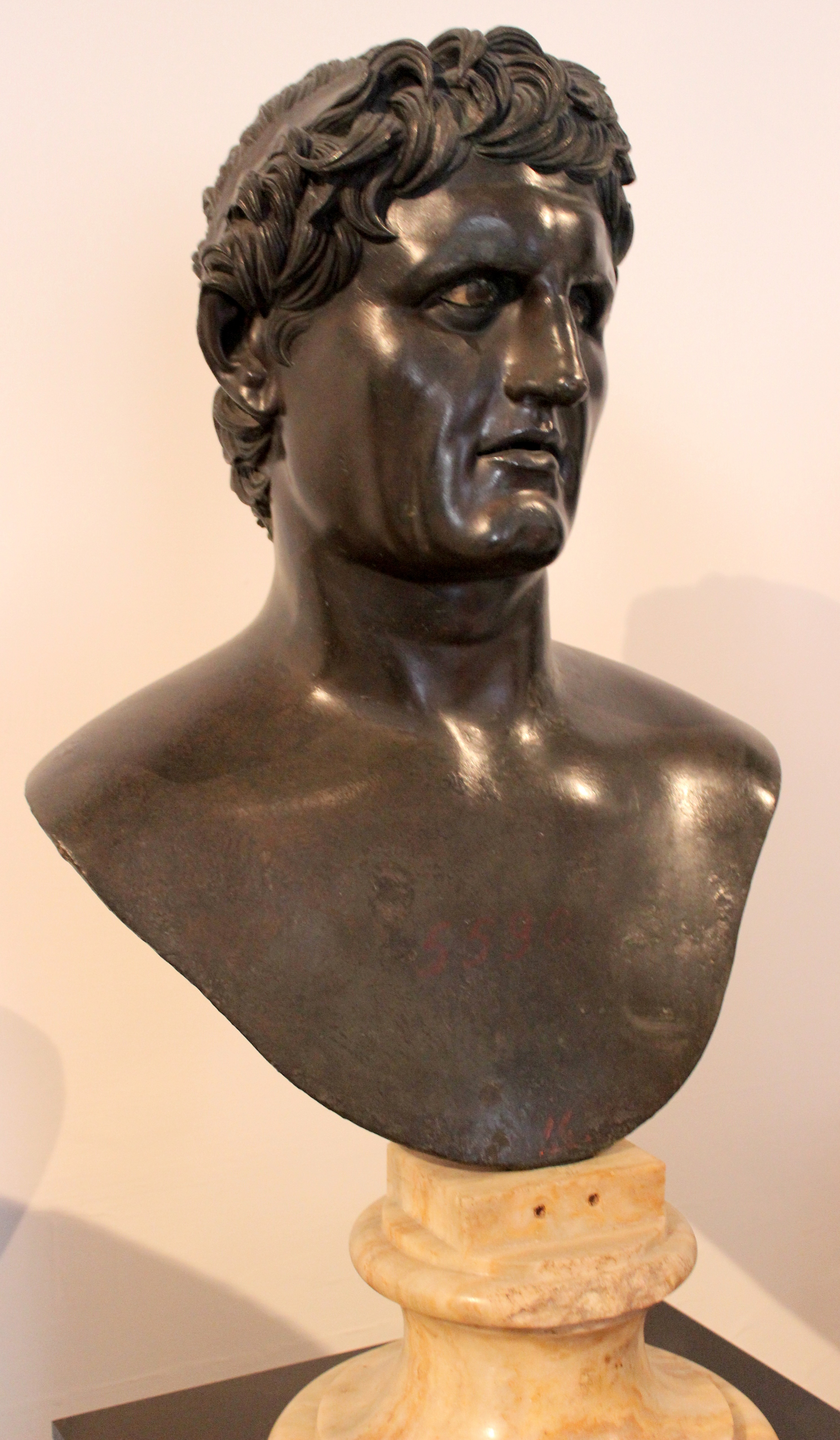
Засновник сирійської держави Селевк I

## Боротьба за Дамаск елліністичних держав
У 320 році до н. е. вже згаданий раніше Птолемей підбив собі сирійську сатрапію — він вислав сюди військо, котре, не зустрічаючи спротиву, захопило законного правителя цієї провінції Лаомедонта та розставило гарнізони по її містах. Через п'ять років інший полководець Александра Антигон, котрий розраховував на верховну владу в імперії, вторгся до Сирії та без великих зусиль вигнав звідси єгипетські гарнізони. А у 312 р. до н. е. син Антигона Деметрій Поліоркет рушив далі на Єгипет, проте зазнав поразки у битві при Газі. Як наслідок, Сирія в черговий раз змінила власника, знову опинившись у руках Птолемея. Разом з останнім перебував колишній сатрап Вавилонії Селевк, котрий отримав від єгипетського володаря загін та вирушив назад у свою колишню провінцію. Успішне оволодіння Вавилонією стало початком майбутнього царства Селевкідів, а 312 рік — початком його ери. Саме останню використовувало місто Дамаск протягом наступних століть античної історії, втім, до входження у склад володінь Селевкідів воно ще двічі змінювало володаря — спочатку в 311 р. до н. е. Деметрій розбив Птолемея та повернув Сирію в державу свого батька, а в 301 р. до н. е. Антигон зазнав рішучої поразки, після чого Сирія нарешті відійшла Селевку.

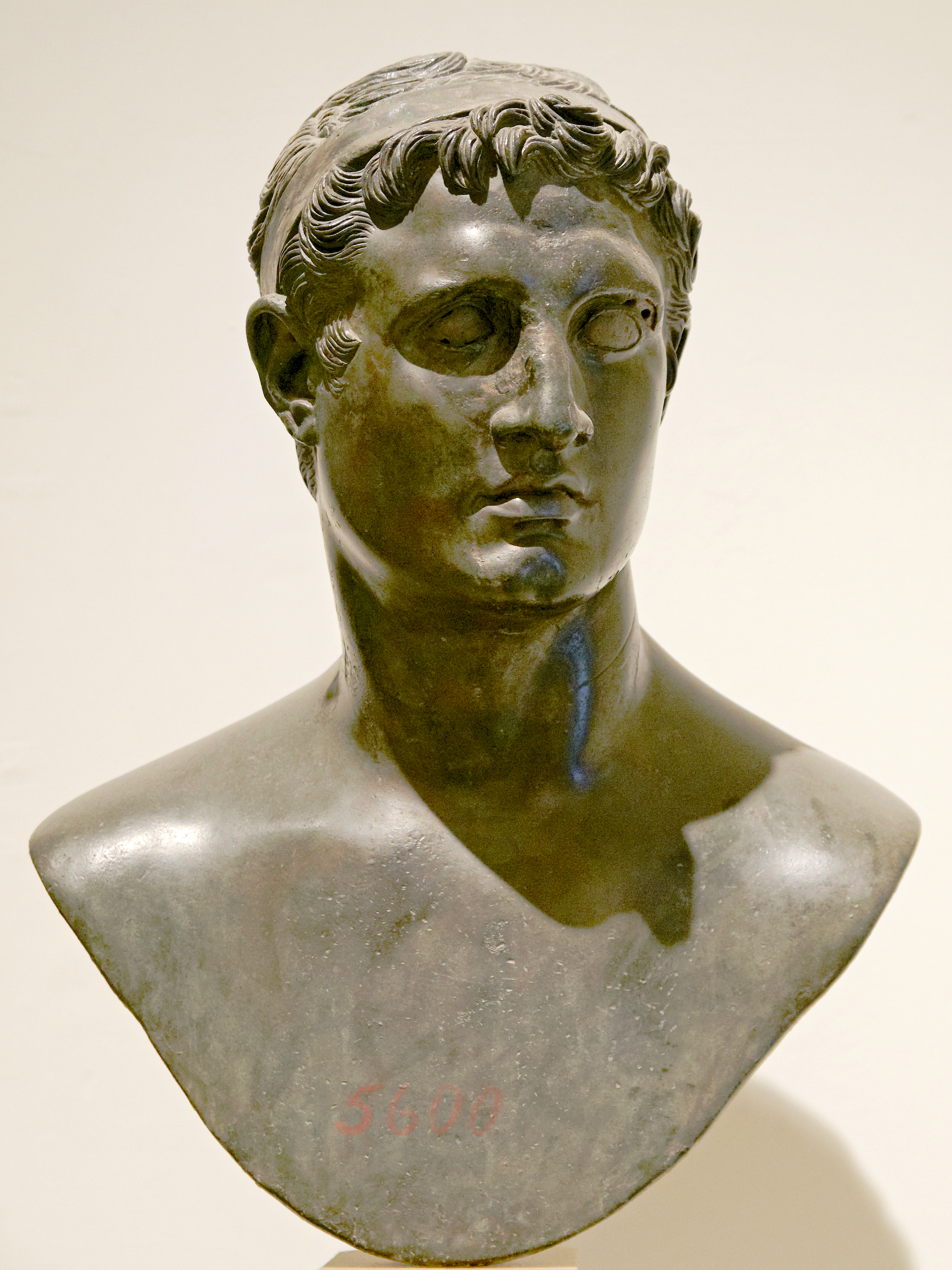
Птолемей II

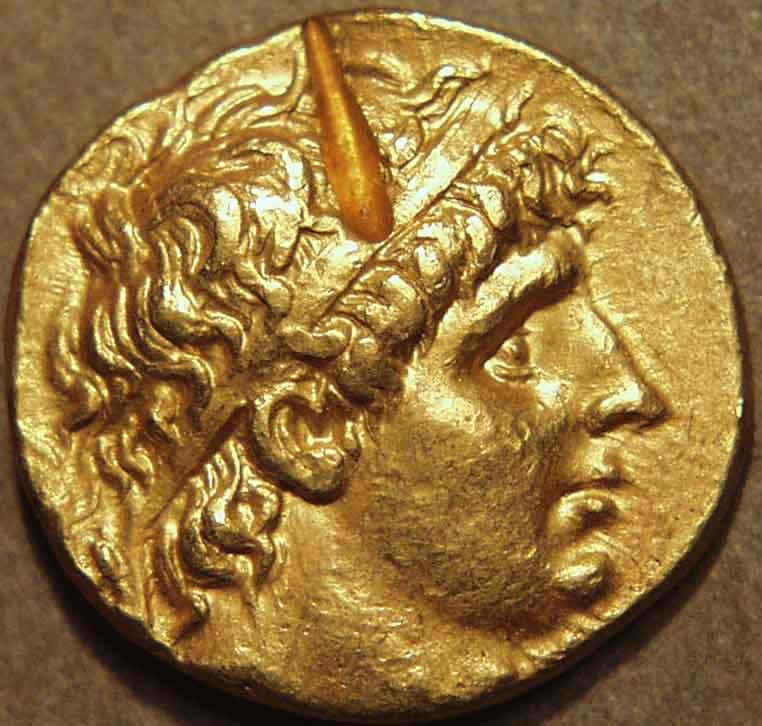
Антіох I

Якщо в період боротьби полководців Александра Дамаск переходив із рук в руки разом з усією провінцією, то в часи їх спадкоємців безпосередньо він став об'єктом боротьби. Коли після смерті Селевка його син Антіох I стикнувся з великими проблемами у Малій Азії, цар Єгипту Птолемей II скористався цим та відібрав у нього ряд територій в ході так званої Карійської війни, яку відносять до 280—279 років до н. е. Хоча події цього конфлікту пов'язують передусім з Малою Азією (Карія — історична область на південному заході півострова), проте окремі дослідники вважають, що тоді ж єгиптяни підбили собі Дамаск. За іншими припущеннями з опорою на вавилонську клинописну хроніку, захоплення міста Птолемеями відноситься до 276 року до н. е., коли у Малій Азії бушувала війна Селевкідів з новим грізним ворогом — галатами. Після того, як у 276 або 275 році до н. е. Антіох I розбив останніх («битва слонів»), він зміг зайнятись протидією експансії єгиптян (1-ша Сирійська війна, котру датують як 276—273 або 274—271 роки до н. е.). Враховуючи, що у відповідності до зазначеної вище вавилонської хроніки Селевкіди протягом року відбили Дамаск, припускають, що саме про цей епізод оповідає грецький історик Полієн. За однією з його «Стратегем», полководець Птолемея Діон зі своїм гарнізоном дуже ретельно готувався до захисту Дамаску, не залишаючи Антіоху надії здобути місто звичайним шляхом. Тому сирійський цар з умислом віддав наказ своїй армії та усій окрузі активно відзначати якесь свято, Діон же, пересвідчившись, що супротивник найближчим часом не нападе, послабив свою увагу. Дізнавшись про таке, Антіох форсованим маршем рушив до Дамаску та зміг раптовим нападом здобути його.
Подальші перипетії боротьби єгипетських та сирійських царів у 3 столітті до н. е. висвітлені в наявних джерелах все так же погано, так що їх можливо лише реконструювати за окремими натяками. Один з папірусів показує, що 259 р. до н. е. Дамаск перебував під контролем Птолемея II, котрий, ймовірно, захопив місто на початковому етапі 2-ї Сирійської війни (260—253 рр. до н. е.). А в 242/241 р. до н. е. (3-я Сирійська війна) військо Птолемея III облягло Дамаск, проте не змогло його захопити. Коли саме між цими датами (259 та 242/241) місто встигло повернутись до Селевкідів невідомо. Ймовірно, Селевкіди оволоділи Дамаском під час контрнаступу 244—242 рр. до н. е., коли вони вибили єгипетські гарнізони майже з усієї Сирії. Втім, можливо місто переходило з рук в руки ще більшу кількість раз — за одним із припущень, Птолемей II передав його як посаг своєї доньки Береніки, виданої за сирійського царя у відповідності до домовленості про завершення 2-ї Сирійської війни, ну а на початку 3-ї Сирійської до Птолемея III потрапила вся Сирія.
Варто наголосити, що перебування на передньому краї боротьби Птолемеїв та Селевкідів не було сприятливе для міста, котре ще нещодавно, в часи перської імперії, характеризували як «саме славетне у цій частині світу». Хоча Дамаск стояв на зручному шляху зі східної пустелі до портових міст Фінікії, проте в існуючій тепер конфігурації центрів сили він не міг використати цих переваг. Птолемеї розвивали свою державу передусім як морську торгівельну імперію, тому передусім опікувались контролем над прибережними територіями (аж до Чорного моря, на узбережжі якого вони, втім, зазнали поразки від зростаючого Понтійського царства). Дамаск, ймовірно, навіть встиг отримати традиційне птолемеївське династичне найменування «Арсіноя», проте без справжньої спроби елліністичної колонізації. В той же час, Селевкіди заснували у північній та центральній Сирії кілька центрів свого впливу (Антіохію та Лаодікею на узбережжі, а також Селевкію-на-Євфраті та Апамею-на-Оронті у глибині країни), котрі були для них значно важливішими від Дамаску. Як наслідок, припинене біля 320 р. до н. е. з початком війн діадохів карбування монети відновилось лише через дві сотні років.

## Дамаск під владою Селевкідів

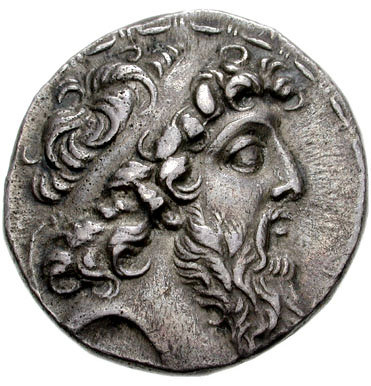
Деметрій II, котрий під стінами Дамаску зазнав поразки від узурпатора Александра Забіни

Розкол Сирії під час міжусобних війн Селевкидів (біля 95 р. до н. е.)

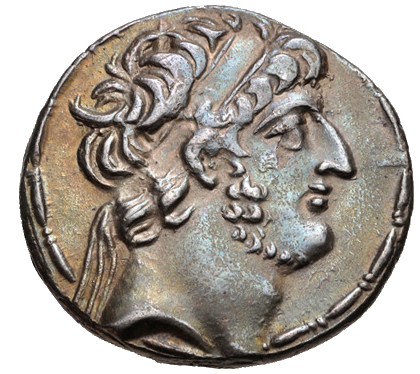
Цар Дамаску Деметрій III, який перейменував місто у Деметрію

Дамаск на політичній мапі 89 р. до н. е.

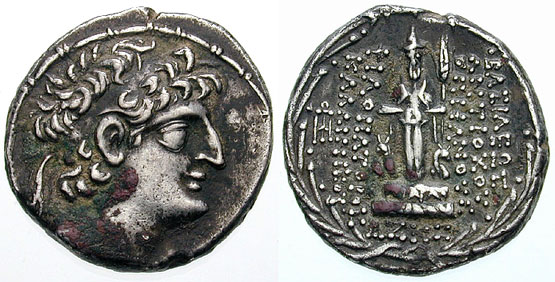
Останній цар Дамаску з династії Селевкидів Антіох XII Діоніс

В останній чверті 2 століття до н. е. держава Селевкідів вступила у наповнений міжусобними війнами завершальний період своєї історії. В 125 році до н. е. під стінами Дамаску відбулась вирішальна битва між царем Деметрієм II та узурпатором Александром II Забіною, котрий до того вже захопив всю північну частину країни. Забіна здобув перемогу, а цар був вимушений тікати до приморських міст, де невдовзі загинув. Втім, майже одразу узурпатор посварився зі своїм єгипетським союзником та був витіснений на північ держави, де його за пару років забили мешканці столичної Антіохії.
У в 115 році до н. е. до Сирії, якою правив син Деметрія II Антіох VIII Грип повернувся його зведений брат по матері (та двоюрідний брат по батькові), відомий як Антіох IX Кізікен. Дамаск карбував монети Антіоха Грипа по 114/113 р. до н. е., після чого з 113/112 по 111/110 роки у місті випускали гроші із зображеннями Кізікена. Починаючи ж з 109/108 та по 99/98 роки до н. е. дамаська монета знов містила портрет Грипа (втім, з перервою на три роки з 107/106 по 105/104, причина якої невідома — Кізікен щонайменше тримався у розташованих неподалік приморських районах, так що за припущеннями частини істориків міг повторно захопити та втратити Дамаск).
На початку 1 століття до н. е. Дамаск на кілька років став однією з резиденцій сирійських царів, оскільки країна була розділена між ворогуючими претендентами. Почалось все з того, що у 95 році до н. е. оголосили себе царями одразу два сина вже покійного Антіоха Грипа — Антіох XI та Деметрій III, котрі правили у Берої (Алеппо) та Дамаску відповідно і боролись проти сина Кізікена Антіоха X, який діяв у приморських областях та періодично брав під контроль Антіохію. У 92 р. до н. е. Антіох XI загинув, проте його у тій же ролі замінив ще один брат Філіпп I.
Деметрій III дав своїй столиці нову назву Деметрія, що, як і історія з єгипетським найменуванням Арсіноя, не залишило тривалого сліду в історії Дамаску. За кілька років після воцаріння дамаський правитель втрутився у громадянську війну в Юдеї та завдав тяжкої поразки її царю Александру Яннаю. Втім, не досягнувши тут рішучих результатів, він повернувся назад та невдовзі вирушив на північ проти Філіппа І. Деметрій обложив Берою, проте зазнав під нею поразки від союзного братові парфянського царя та був вимушений здатись (88 р. до н. е.).
Втім, Філіппу (який за допомогою тих же парфян переміг Антіоха X та оволодів Антіохією) так і не вдалось відновити єдність царства, оскільки до Дамаску з'явився черговий син Антіоха Грипа Антіох XII та став правити тут. Філіпп, дочекавшись коли суперник виступить проти арабів, вирушив на Дамаск, котрий йому здав без бою начальник гарнізону Мілезій. Однак своєю поведінкою новий володар викликав незадоволення мешканців, до того ж і Мілезій не отримав очікуваної віддяки. Як наслідок, коли одного разу цар вирушив за межі Дамаску на іподром, Мілезій замкнув ворота та став охороняти місто для Антіоха XII.

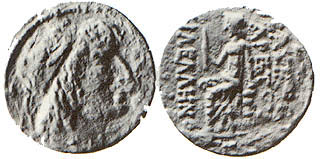
Монета у грецькому стилі, карбована набатейським царем Аретою ІІІ у Дамаску

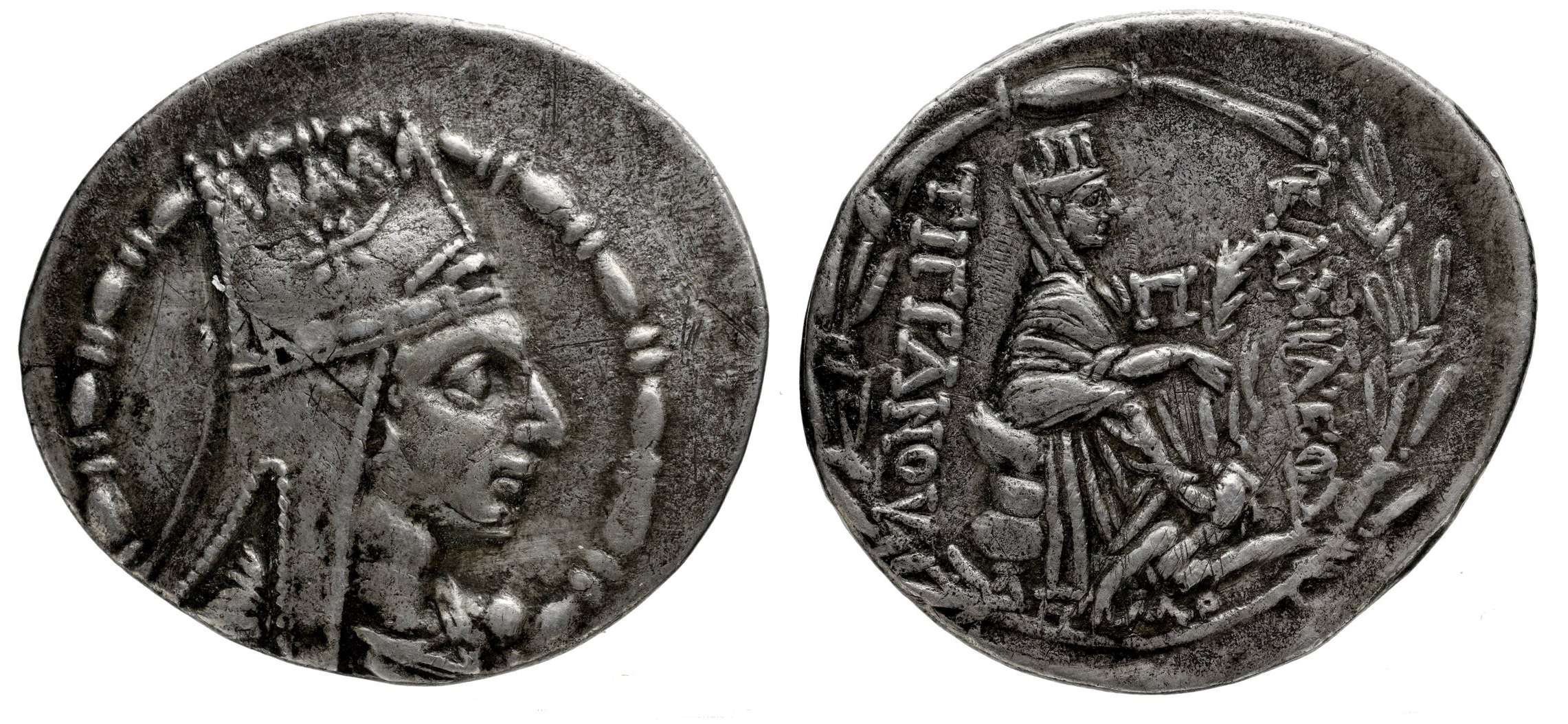
Тетрадрахма Тиграна ІІ, карбована у Дамаску

У 85 р. до н. е. Антіох знов вирушив проти арабів, проте зазнав поразки і загинув. Після цього, з остраху на можливий напад ліванських горців під проводом Птолемея Менная, мешканці Дамаску піддались переможцю. Так набатейський цар Арета III став новим володарем міста, в якому навіть розпочав карбувати монети елліністичного зразку із написами грецькою мовою.  
За свідченням Йосипа Флавія, у середині 70-х років до н. е. удова юдейського царя Александра Янная під приводом захисту від Птолемея Менная послала своє військо на Дамаск. Втім, воно вернулось не досягнувши хоч чогось значного. Зате вірменський цар Тигран II Великий, котрий біля 75 р. до н. е. поклав кінець царюванню у північній Сирії Філіппа I, оволодів Дамаском у 72 р. до н. е.
Через три роки, одразу після успішної облоги приморської Птолемаїди, Тигран II отримав звістку про загрозливий для його царства рух римлян та відбув на північ. Там він зазнав нищівної поразки, внаслідок чого не пізніше 68 р. до н. е. всі вірменські гарнизони полишили Сирію. Дамаск скористався цим щоб оголосити про свою автономію. Однією з ознак останньої стало карбування власних монет із автономною легендою (на відміну від часів Селевкідів, не з дорогоцінних металів, а бронзових).

## Входження Дамаску до римської імперії

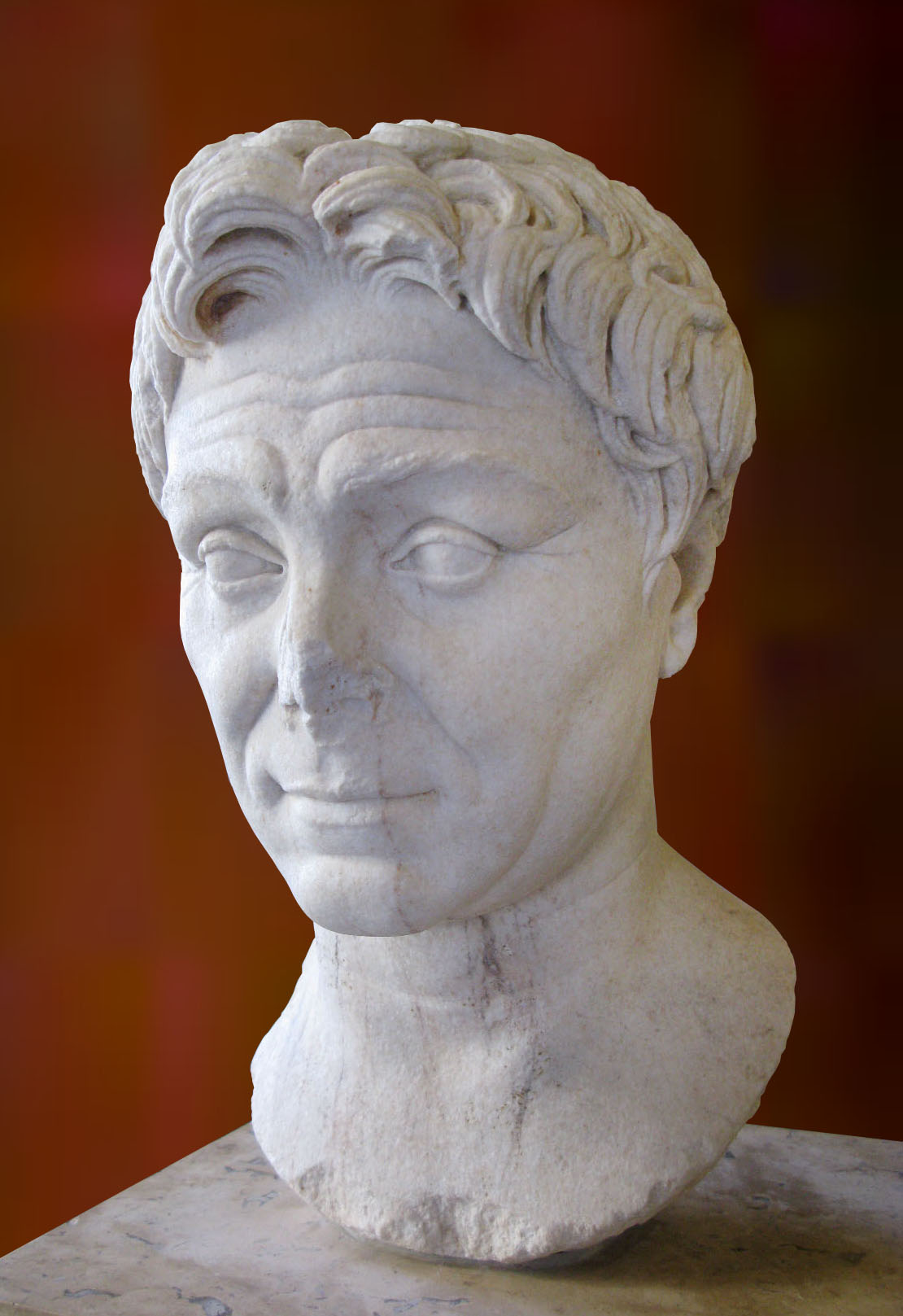
Помпей Великий

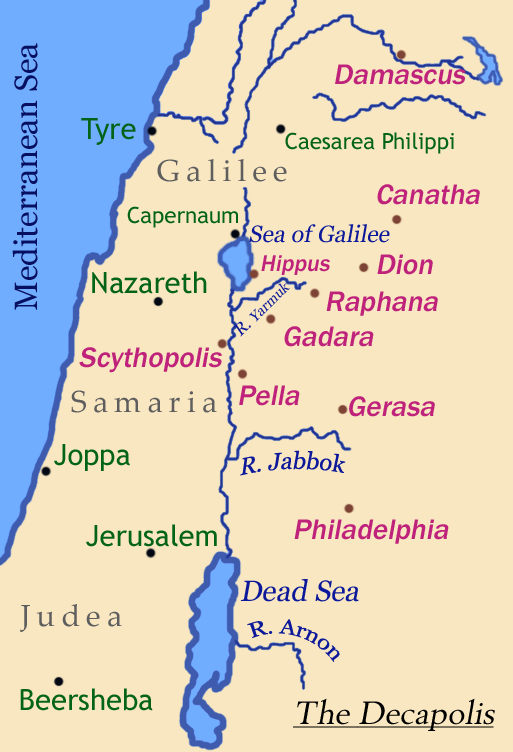
Карта Десятимістя

У 66 р. до н. е. місто зайняли римські офіцери Лоллій та Метелл, а за два роки сюди прибув головнокомандувач у війні проти східних монархів Помпей Великий. Він включив Дамаск до Декаполісу — об'єднання 10 елліністичних міст Зайордання. Його учасники продовжували вважатись автономними, проте, звісно, перебували під верховною владою Риму, а саме Десятимістя було підрозділом провінції Сирія. У цьому об'єднанні Дамаск вирізнявся як своїм розташуванням (значно північніше від основного блоку міст) так і використанням селевкідської ери. Всі інші міста перейшли на помпейську еру з початком у 64/63 році до н. е. і мали для того вагомі підстави — щонайменше 5 з них були виведені Помпеєм з-під влади юдейських царів із династії Хасмонеїв, котрі раніше захопили (а інколи і просто зруйнували) їх. До Дамаску ж ця хвиля завоювань Йоханана Гіркана та Александра Янная не докотилась, так що він продовжував свою стару еру. Його особливе положення підкреслюється пасажем з твору історика 1 століття н. е. Йосипа Флавія, котрий називає найбільшим містом Декаполісу Скіфополіс (тобто, по суті, говорячи про Десятимістя не враховує Дамаск).
У 40 році до н. е., скориставшись громадянською війною в Римі, до його східних провінцій вторгся парфянський царевич Пакор, котрий зайняв Сирію, Фінікію та Палестину за виключенням Тіра. Втім, вже наступного року його витіснили звідси, а нове вторгнення у 38 р. до н. е. на північ Сирії завершилось загибеллю Пакора. Під час цих подій окремі міста (наприклад, фінікійський Арвад) активно підтримали парфян, проте про Дамаск щось подібне невідоме.
Невдовзі після цього, у 34 році до н. е., Марк Антоній проголосив свого дворічного сина від Клеопатри Птолемея Філадельфа царем Фінікії, Сирії та Кілікії, тоді як фактично цим новим номінальним царством керувала Клеопатра. Втім, вже у 30 р. до н. е. з поразкою Антонія Октавіан ліквідував цю ефемерну державу.

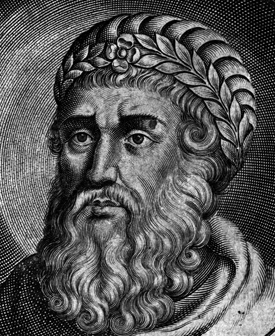
Ірод Великий, котрий подарував мешканцям Дамаску театр та гімнасій

До того ж 1 століття до н. е. відносяться опосередковано пов'язані з Дамаском події у Трахонітиді — вулканічному плато південніше від міста, наразі відомому як Леджа. Ця покрита розсипами каміння та багата на печери місцевість надавала широкі можливості для діяльності розбійників. Останніх до того ж підтримував Зенодор, який володів розташованими у ліванських горах колишніми землями Птолемея Менная. Оскільки розбіники почали створювати великі ускладнення для торгівлі дамасців, римляни вислали проти них військо, після чого для попередження рецидивів передали Трахонітиду під контроль Ірода Великого. Останній також відомий тим, що подарував Дамаску театр та гімнасій.

## Дамаск та набатеї у 1 столітті н.е

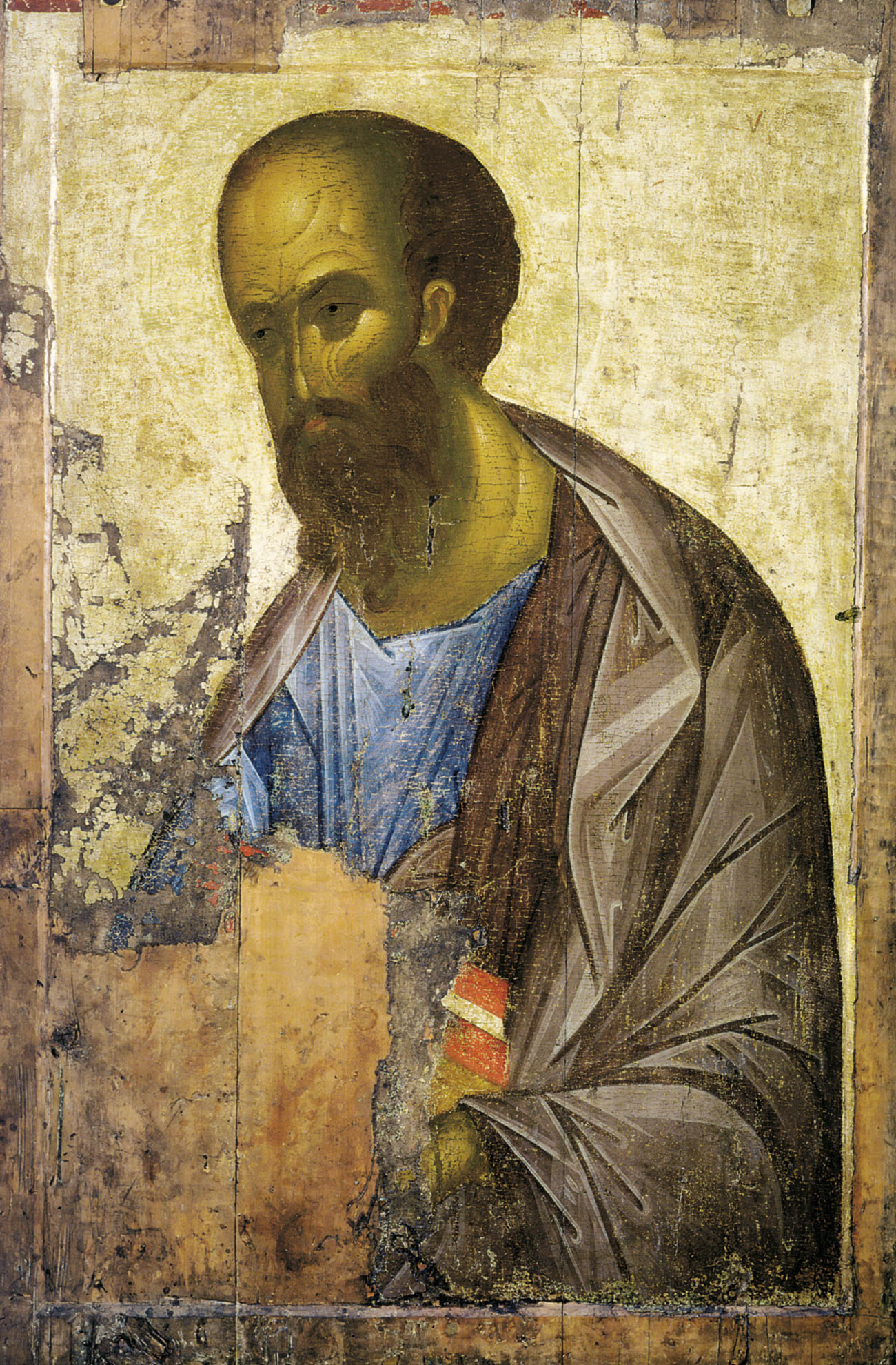
Апостол Павло

У 2-му посланні коринфянам апостол Павло розповідає, як «У Дамаску намісник царя Арети стеріг місто Дамаск, щоб схопити мене, але по мурі мене спущено в коші віконцем, і я з рук його втік». Це дало підстави стверджувати про передачу міста римлянами на певний час до складу Набатейського царства. Така подія не була б чимось надзвичайним, оскільки протягом 1 ст. до н. е. — 1 ст. н. е. імператори неодноразово наділяли більшими чи меншими територіями залежних східних правителів (чи навіть утворювали нові держави, хоча зазвичай і вельми короткоживучі). Враховуючи біблійну оповідь також завважили, що нам відомі римські монети, карбовані Дамаском у правління імператорів Августа, Тиберія та Нерона, проте наразі не знайдено аналогічних випадків з часів Калігули та Клавдія. Як наслідок, утворилась версія про передачу Дамаску набатеям не раніше 33/34 року та його повернення назад Нероном не пізніше за 62/63 року (дата окреслена за нумізматичними свідченнями).
З іншої сторони, окрім одного згадування в Біблії можливе перебування Дамаску під контролем Набатейського царства не зафіксоване жодним іншим джерелом — ані творами старовинних письменників, ані написами, ані нумізматичним чином (при цьому, як зазначалось вище, коли за півтора століття до того набатейський цар Арета III під час боротьби на руїнах царства Селевкідів захопив Дамаск на півтора десятиляття, місто здійснювало карбування грошей під його егідою). Та й не вбачається у середині 1 століття н. е. якихось особливих причин для передачі контролю над Дамаском місцевим правителям. Так, еллінізоване багате місто навряд чи потребувало місцевого володаря, як то бувало у диких гірських районах Малої Азії. Не відомо також про якість послуги, надані набатеями Риму, чи особливо дружні відносини з ними.
З урахуванням всього сказаного, існує й інший підхід, котрий намагається витлумачити оповідь Павла без необхідності визнати владу набатеїв над Дамаском. Останні мали у місті власний квартал en-Naibatun (розташовувався на північному сході, десь між воротами Баб-Шаркі та Баб-Тума), котрий, ймовірно, перебував під управлінням набатейського можновладця (етнарха). Павло міг сховатись тут після того, як його обвинуватили у спробі збурити юдеїв, проте набатеяни навряд чи мали підстави вступати до конфлікту з провідниками юдейської общини через чужинця та могли спробувати видати його.

## Дамаск у період розквіту римської імперії

Провінція Сирія на мапі римської імперії (часи Траяна)

Після завершення боротьби Антонія та Октавіана місто на кілька століть опинилось у стабільному середовищі, позбавленому великих військових загроз. Лише в 66 році містян серйозно схвилювали події у сусідній Юдеї, де спалахнуло перша велика війна за звільнення від римського панування. Хоча загони повсталих, які спустошували землі сусідніх римських міст, були далеко від Дамаска, проте у ньому проживала велика юдейська община. Побоюючись виступу її членів, дамасці зібрали чоловіків-юдеїв у гімнасії під приводом наради та перебили їх. Всього, за твердженням Йосипа Флавія, з урахуванням жінок та дітей у місті загинуло 18 тисяч юдеїв.
Про подальшу історію Дамаска у складі римської імперії відомо дуже мало, оскільки безперервне проживання тут людей протягом наступних двох тисячоліть (в комплексі зі зростанням та перетворенням на столицю халіфів) залишило для нас дуже мало епіграфічного матеріалу. Без сумніву, як і вся Римська імперія місто процвітало до середини 3 століття. Дамаск все так же використовував переваги знаходження на важливому торгівельному шляху, котрий вів зі сходу до міст Фінікії (до 160-х років відноситься знайдений в горах на захід від міста напис, вибитий на відзначення відновлення губернатором провінції Сирія Юлієм Варом дороги, зруйнованої гірською річкою). Під час правління імператора Адріана (117—138) місто отримало звання метрополії, а в часи Філіппа Араба (244—249) — статус римської колонії (за іншими даними, останнє відбулось дещо раніше при Александрі Севері).

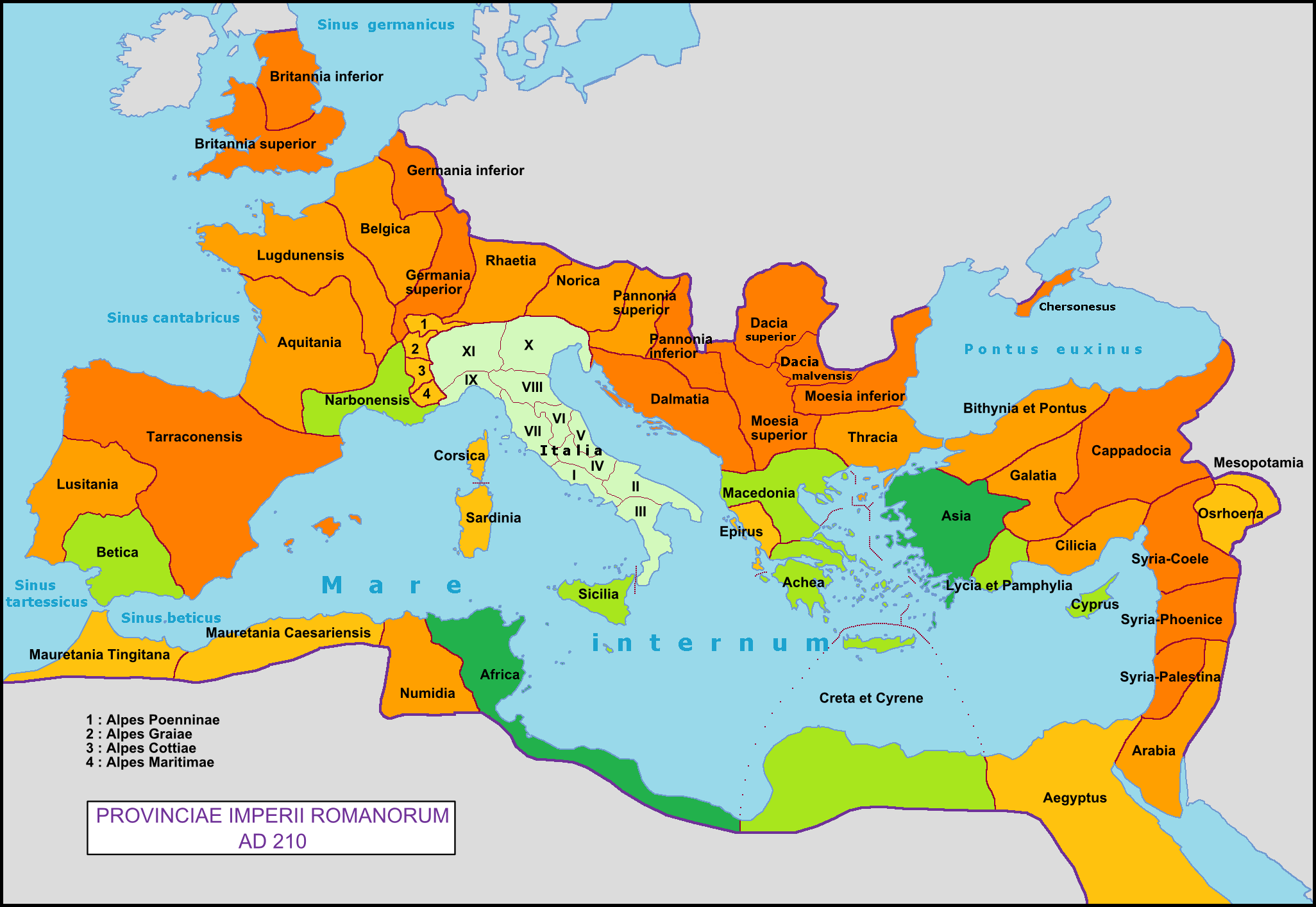
Провінція Сирія-Фінікія (194—400)

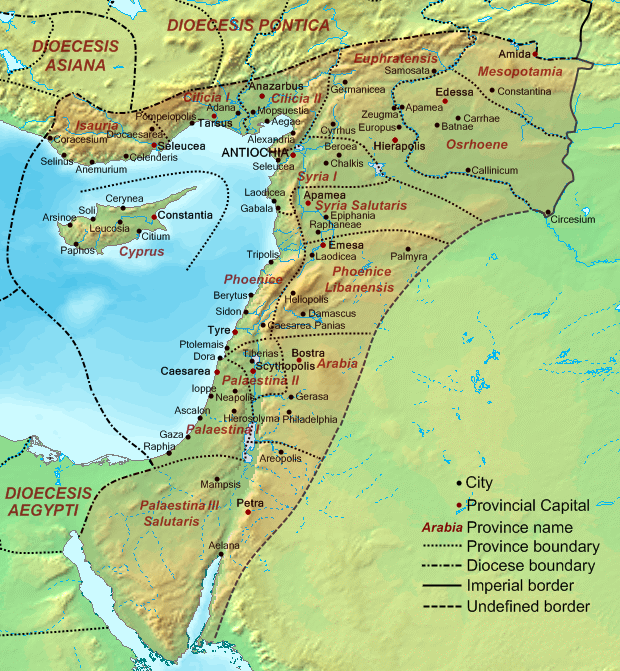
Провінція Фінікія-Лебанензіс (400—635)

У 194 році після перемоги над претендентом Песценнієм Нігером, котрий був губернатором провінції Сирія, імператор Септимій Север розділив її на три частини. Дамаск опинився у центральній, котра отримала назву Сирія-Фнінкія та столицю у Тірі. В 400 році, після виділення прибережних територій, нова провінція зі столицею в Емесі (Хомс) отримала назву Фінікія-Лібанензіс (Phoenice Libanensis).
У 611-му під час чергової персько-візантійської війни війська Сасанідів захопили північносирійську Антіохію. Після того, як в 613-му під її стінами зазнала поразки нова візантійська армія, перси розпочали наступ на південь. Дамаск був центром монофізитської опозиції до офіційної церкви, тому без особливого спротиву перейшов під владу завойовників. Втім, у другій половині 620-х років імператор Іраклій за рахунок дій на північному фронті та вторгненню до Дворіччя зміг примусити перську імперію до миру та відступу із візантійських провінцій.
Всього за кілька років по тому по-під стінами міста з'явились нові нападники. Після перемоги в битві під Пелою у січні 635 року арабське військо рушило на Дамаск. На цей раз останній чинив сильний спротив, так що облога тривала півроку. Нарешті, у вересні араби (не без допомоги зрадника) оволоділи містом, що остаточно підвело підсумок у його античній історії.  

## Споруди античного Дамаска

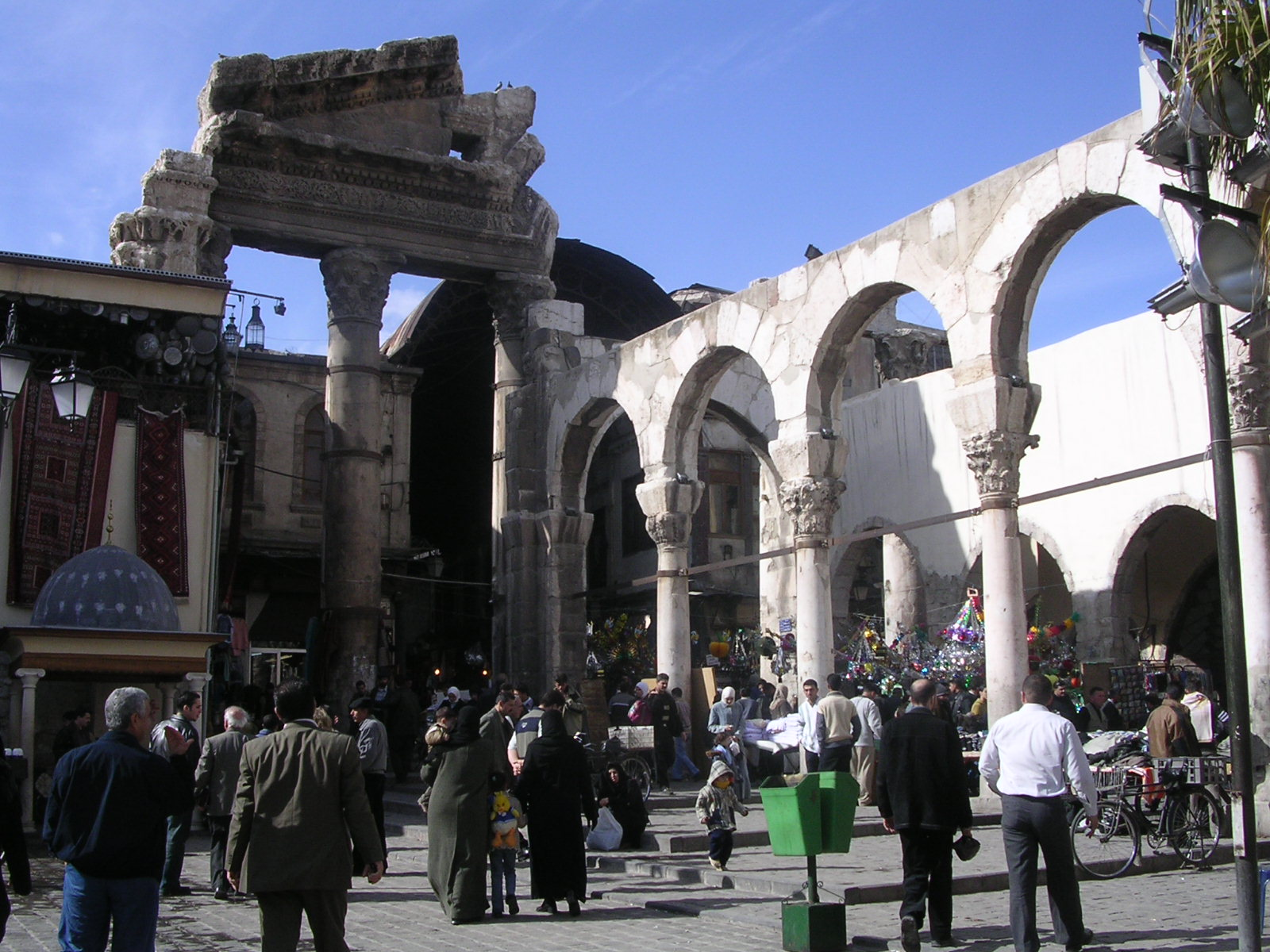
Залишки західних пропілеїв Храму Юпітера

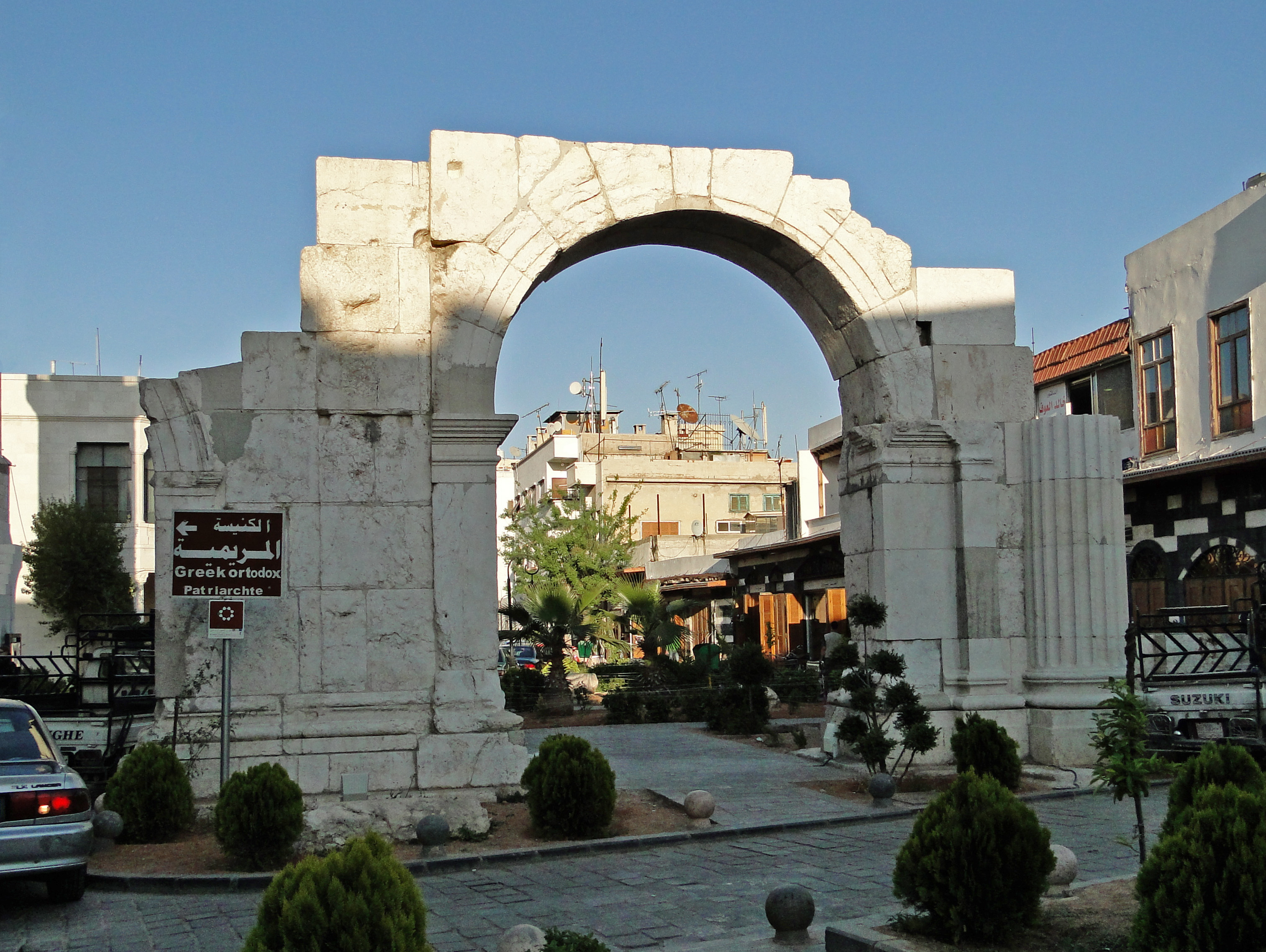
Залишки тетрапілону

В Дамаску активна людська діяльність не припинялась і по завершенні античних часів — більше того, він побував столицею халіфів, зростав та наразі є найбільшим містом сучасної Сирії. Це призвело до знищення майже всіх монументальних споруд античності, хоча кілька об'єктів (або залишків об'єктів) римського періоду все ще можливо оглянути, як то: залишки західних та східних пропілеїв, а також інкорпоровану у Мечеть Омеядів одну зі стін святилища Юпітера; одну з арок тетрапілону, зведеного колись на центральній вулиці міста; браму Баб-Шаркі, котра єдина з античних воріт не зазнала докорінної перебудови; окремі елементи мурів римського походження.